# Boophis andohahela
A Boophis andohahela a kétéltűek (Amphibia) osztályába, a békák (Anura) rendjébe és az aranybékafélék (Mantellidae) családjába tartozó faj. Neve előfordulási területére, az Andohahela Nemzeti Parkra utal.

## Előfordulása
A faj Madagaszkár endemikus faja. Az ország Andohahela Nemzeti Parkjában található meg, egyes megfigyelések szerint a Ranomafana Nemzeti Parkban is megtalálható. Elterjedése a sziget délkeleti csúcsán körülbelül 200 km²-nyi területet foglal magába. Természetes élőhelye szubtrópusi vagy trópusi párás síkvidéki és hegyvidéki erdők, folyók. Ismert előfordulási területein védett. 

## Megjelenése
A faj egyedeinek mérete hímek esetében átlagosan 33 mm, nőstények esetében nem ismert. Hátának színe zöld apró fehér pettyekkel, időnként fekete pigmentációval. Hasa fehér vagy sárgás színű, torka kékes. 